# Джулія Дітті
Джулія Дітті (англ. Julie Ditty; 4 січня 1979 — 31 серпня 2021) — колишня американська тенісистка.
Найвищу одиночну позицію світового рейтингу — 89 місце досягла 24 березня 2008, парну — 66 місце — 3 серпня 2009 року.
Здобула 9 одиночних та 30 парних титулів туру ITF.
Найвищим досягненням на турнірах Великого шолома було 3 коло в парному розряді.
Завершила кар'єру 2012 року.

## Фінали ITF
| турніри $100,000 |
| турніри $75,000  |
| турніри $50,000  |
| турніри $25,000  |
| турніри $10,000  |

### Одиночний розряд: 14 (9–5)
| Результат | Ранг | Дата              | Турнір               | Покриття   | Суперниця           | Рахунок            |
| --------- | ---- | ----------------- | -------------------- | ---------- | ------------------- | ------------------ |
| Поразка   | 1.   | 24 червня 2001    | ITF Істон, США       | Тверде     | Чон Мі Ра           | 4–6, 6–7(4–7)      |
| Перемога  | 1.   | 8 липня 2001      | ITF Вако, США        | Тверде     | Джанаві Парех       | 6–4, 6–2           |
| Перемога  | 2.   | 29 вересня 2002   | ITF Ролі, США        | Ґрунт      | Несса Етьєнн        | 7–5, 3–6, 6–4      |
| Перемога  | 3.   | 6 жовтня 2002     | ITF Вінтер-Парк, США | Ґрунт      | Владіміра Угліржова | 6–2, 4–6, 6–4      |
| Перемога  | 4.   | 4 червня 2006     | ITF Х'юстон, США     | Тверде (i) | Петра Рампре        | 6–4, 6–7(4–7), 6–3 |
| Перемога  | 5.   | 11 червня 2006    | ITF Гілтон-Гед, США  | Тверде     | Медісон Бренгл      | 6–3, 6–2           |
| Поразка   | 2.   | 19 листопада 2006 | ITF Лоренсвілл, США  | Тверде     | Стефані Дюбуа       | 3–6, 6–7(6–8)      |
| Перемога  | 6.   | 4 лютого 2007     | ITF Палм Дезерт, США | Тверде     | Анджелік Кербер     | 6–1, 6–0           |
| Перемога  | 7.   | 29 квітня 2007    | ITF Сі-Айленд, США   | Ґрунт      | Анда Перяну         | 6–3, 6–2           |
| Перемога  | 8.   | 21 жовтня 2007    | ITF Лоренсвілл, США  | Тверде     | Анджела Гейнс       | 7–6(8–6), 6–4      |
| Перемога  | 9.   | 21 вересня 2008   | ITF Альбукерке, США  | Тверде     | Россана де лос Ріос | 6–4, 7–6(7–3)      |
| Поразка   | 3.   | 19 жовтня 2008    | ITF Лоренсвілл, США  | Тверде     | Шенай Перрі         | 1–6, 3–6           |
| Поразка   | 4.   | 9 листопада 2008  | ITF Оберн, США       | Тверде     | Едіна Галловіц      | 0–6, 7–6(9–7), 5–7 |
| Поразка   | 5.   | 16 листопада 2008 | ITF Сан-Дієго, США   | Тверде     | Едіна Галловіц      | 6–4, 3–6, 2–6      |

### Парний розряд: 52 (30–22)
| Результат | Ранг | Дата              | Турнір                     | Покриття   | Партнерка           | Суперниці                            | Рахунок                 |
| --------- | ---- | ----------------- | -------------------------- | ---------- | ------------------- | ------------------------------------ | ----------------------- |
| Поразка   | 1.   | 8 серпня 1999     | ITF Гаррісонсбург, США     | Тверде     | Wang I-ting         | Аманда Огастус Емі Дженсен           | 7–5, 3–6, 2–6           |
| Перемога  | 1.   | 1 липня 2001      | ITF Едмонд, США            | Тверде     | Мішелл Дассо        | Ілк Джерс Трейсі О'Коннор            | 6–4, 7–5                |
| Поразка   | 2.   | 5 серпня 2001     | ITF Лексінгтон, США        | Тверде     | Мілагрос Секера     | Ліза Макші Нана Міяґі                | 0–6, 4–6                |
| Поразка   | 3.   | 7 липня 2002      | ITF Вако, США              | Тверде     | Мішелл Дассо        | Маріна Бернстейн Несса Етьєнн        | 4–6, 6–4, 4–6           |
| Поразка   | 4.   | 22 вересня 2002   | ITF Гринвілл, США          | Ґрунт      | Мішелл Дассо        | Дженніфер Редмен Брук Скін           | 6–4, 5–7, 3–6           |
| Перемога  | 2.   | 29 вересня 2002   | ITF Ролі, США              | Ґрунт      | Мішелл Дассо        | Еріка Краут Ванеса Краут             | 7–6(7–4), 6–3           |
| Перемога  | 3.   | 6 жовтня 2002     | ITF Вінтер-Парк, США       | Ґрунт      | Мішелл Дассо        | Мерілін Бейкер Іоана Плесу           | 6–2, 6–1                |
| Поразка   | 5.   | 27 квітня 2003    | ITF Дотан, США             | Ґрунт      | Варвара Лепченко    | Мілагрос Секера Крістіна Вілер       | 7–5, 1–6, 2–6           |
| Поразка   | 6.   | 18 травня 2003    | ITF Шарлотсвілл, США       | Ґрунт      | Крістіна Вілер      | Бетані Маттек-Сендс Лілія Остерло    | 5–7, 1–6                |
| Перемога  | 4.   | 29 червня 2003    | ITF Едмонд, США            | Тверде     | Келлі Маккейн       | Анджела Гейнс Джакелін Трейл         | 6–3, 6–3                |
| Перемога  | 5.   | 3 серпня 2003     | ITF Луїсвілл, США          | Тверде     | Ліза Макші          | Терін Ешлі Шенай Перрі               | 7–6(7–4), 6–7(5–7), 6–3 |
| Поразка   | 7.   | 25 січня 2004     | ITF Бока-Ратон, США        | Тверде     | Еллісон Бредшоу     | Пен Шуай Сє Яньцзе                   | 1–6, 2–6                |
| Перемога  | 6.   | 1 лютого 2004     | ITF Бока-Ратон, США        | Тверде     | Еллісон Бредшоу     | Наталія Демиденко Саня Мірза         | 6–3, 6–1                |
| Поразка   | 8.   | 4 квітня 2004     | ITF Огаста, США            | Тверде     | Джессіка Ленгофф    | Франческа Любіані Машона Вашінгтон   | 1–6, 3–6                |
| Поразка   | 9.   | 25 липня 2004     | ITF Скенектаді, США        | Тверде     | Енслі Карґілл       | Кейсі Деллаква Ніколь Сьюелл         | 6–3, 6–7(2–7), 2–6      |
| Перемога  | 7.   | 8 серпня 2004     | ITF Луїсвілл, США          | Тверде     | Едіна Галловіц      | Клер Каррен Наталі Грандін           | 1–6, 6–4, 6–2           |
| Перемога  | 8.   | 10 жовтня 2004    | ITF Лафаєтт, США           | Ґрунт      | Крістен Шлукебір    | Наталі Грандін Арпі Коджіан          | 6–2, 7–5                |
| Перемога  | 9.   | 16 січня 2005     | ITF Тампа, США             | Тверде     | Владіміра Угліржова | Корі Енн Авантс Крістен Шлукебір     | 6–1, 6–2                |
| Перемога  | 10.  | 23 січня 2005     | ITF Маямі, США             | Тверде     | Владіміра Угліржова | Мелані Маруа Сара Ріск               | 6–3, 2–6, 7–6(7–3)      |
| Перемога  | 11.  | 6 лютого 2005     | ITF Рокфорд, США           | Тверде (i) | Владіміра Угліржова | Жоана Кортез Светлана Кривенчева     | 3–6, 7–5, 7–5           |
| Поразка   | 10.  | 24 квітня 2005    | ITF Дотан, США             | Ґрунт      | Владіміра Угліржова | Карлі Галліксон Галина Воскобоєва    | 6–4, 1–6, 2–6           |
| Перемога  | 12.  | 12 червня 2005    | ITF Аллентаун, США         | Тверде     | Енслі Карґілл       | Корі Енн Авантс Крістен Шлукебір     | 6–2- 6–3                |
| Поразка   | 11.  | 17 липня 2005     | ITF Луїсвілл, США          | Тверде     | Терін Ешлі          | Наталія Демиденко Анда Перяну        | 5–7, 6–2, 4–6           |
| Перемога  | 13.  | 26 вересня 2005   | ITF Альбукерке, США        | Тверде     | Мілагрос Секера     | Романа Теджакусума Напапорн Тонгсалі | 6–3, 6–7(6–8), 7–6(7–2) |
| Перемога  | 14.  | 9 жовтня 2005     | ITF Трой, США              | Тверде     | Мілагрос Секера     | Саломе Девідзе Менді Мінелла         | 6–2, 6–2                |
| Поразка   | 12.  | 29 січня 2006     | ITF Вайколоа, США          | Тверде     | Лілія Остерло       | Чжань Цзіньвей Марі-Ев Пеллетьє      | 5–7, 6–4, 2–6           |
| Перемога  | 15.  | 24 лютого 2006    | ITF Сент-Пол, США          | Тверде (i) | Мілагрос Секера     | Ева Грдінова Міхаела Паштікова       | 4–6, 7–6(7–5), 6–2      |
| Поразка   | 13.  | 11 червня 2006    | Гілтон-Гед, США            | Тверде     | Енслі Карґілл       | Крістіна Фусано Ракел Атаво          | 6–7(6–8), 4–6           |
| Поразка   | 14.  | 18 червня 2006    | Аллентаун, США             | Тверде     | Енслі Карґілл       | Карлі Галліксон Тетяна Лужанська     | 3–6, 4–6                |
| Перемога  | 16.  | 20 серпня 2006    | Бронкс, США                | Тверде     | Наталі Грандін      | Луціє Градецька Міхаела Паштікова    | 6–1, 7–6(7–2)           |
| Перемога  | 17.  | 24 вересня 2006   | Альбукерке, США            | Тверде     | Мілагрос Секера     | Крістіна Фусано Алік Цубанос         | 6–1, 6–4                |
| Перемога  | 18.  | 1 жовтня 2006     | Ешленд, США                | Тверде     | Мілагрос Секера     | Ешлі Гарклроуд Агнеш Савай           | 6–3, 5–7, 6–2           |
| Перемога  | 19.  | 22 жовтня 2006    | Х'юстон, США               | Тверде     | Лужанська Тетяна    | Лора Гренвілл Карлі Галліксон        | 6–4, 4–6, 7–5           |
| Перемога  | 20.  | 19 листопада 2006 | Лоренсвілл, США            | Тверде     | Ліенн Бейкер        | Крістіна Фусано Алік Цубанос         | 7–6(7–5), 6–4           |
| Поразка   | 15.  | 27 січня 2007     | Вайколоа, США              | Тверде     | Ліга Декмеєре       | Наталі Грандін Ракель Копс-Джонс     | 0–6, 3–6                |
| Перемога  | 21.  | 4 лютого 2007     | Палм Дезерт, США           | Тверде     | Едіна Галловіц      | Наталі Грандін Ракель Копс-Джонс     | 6–2, 6–1                |
| Перемога  | 22.  | 25 березня 2007   | Реддінг, США               | Тверде     | Чжань Цзіньвей      | Хорхеліна Краверо Сє Шувей           | 6–3, 6–2                |
| Поразка   | 16.  | 4 серпня 2007     | Вашингтон, США             | Тверде     | Наталі Грандін      | Хорхеліна Краверо Бетіна Хосамі      | 6–1, 2–6, 1–6           |
| Поразка   | 17.  | 18 серпня 2007    | Бронкс, США                | Тверде     | Ракель Копс-Джонс   | Луціє Градецька Уршуля Радванська    | 2–6, 4–6                |
| Поразка   | 18.  | 21 жовтня 2007    | Лоренсвілл, США            | Тверде     | Ліенн Бейкер        | Стефані Дюбуа Аліса Клейбанова       | 2–6, 0–6                |
| Перемога  | 23.  | 6 червня 2008     | Сербітон, Англія           | Трава      | Абігейл Спірс       | Сара Борвелл Елізабет Томас          | 7–6(7–2), 6–2           |
| Перемога  | 24.  | 21 вересня 2008   | Альбукерке, США            | Тверде     | Карлі Галліксон     | Хорхеліна Краверо Бетіна Хосамі      | 6–3, 6–4                |
| Поразка   | 19.  | 28 вересня 2008   | Ешленд, США                | Тверде     | Карлі Галліксон     | Ліга Декмеєре Єлена Панджич          | 3–6, 6–3, [8–10]        |
| Перемога  | 25.  | 19 жовтня 2008    | Лоренсвілл, США            | Тверде     | Карлі Галліксон     | Басукі Яюк Романа Теджакусума        | 3–6, 6–4, [12–10]       |
| Перемога  | 26.  | 26 квітня 2009    | Дотан, США                 | Тверде     | Карлі Галліксон     | Катерина Бичкова Олександра Панова   | 2–6, 6–1, [10–6]        |
| Перемога  | 27.  | 2 травня 2010     | Шарлотсвілл, США           | Ґрунт      | Карлі Галліксон     | Александра Мюллер Аша Ролле          | 6–4, 6–3                |
| Поразка   | 20.  | 9 травня 2010     | ITF Індіан-Гарбор-Біч, США | Ґрунт      | Карлі Галліксон     | Крістіна Фусано Кортні Негл          | 3–6, 6–7(4–7)           |
| Перемога  | 28.  | 9 жовтня 2010     | ITF Канзас-Сіті, США       | Тверде     | Абігейл Спірс       | Лорен Албанезе Ірина Фалконі         | 6–2, 4–6, 6–4           |
| Поразка   | 21.  | 6 листопада 2010  | ITF Грейпвайн, США         | Тверде     | Шанелль Схеперс     | Аша Ролле Машона Вашінгтон           | 7–5, 2–6, 2–6           |
| Перемога  | 29.  | 5 лютого 2011     | ITF Ранчо-Санта-Фе, США    | Тверде     | Мервана Югич-Салкич | Аояма Сюко Тедзука Ремі              | 6–0, 6–2                |
| Перемога  | 30.  | 5 березня 2011    | ITF Гаммонд, США           | Тверде     | Крістіна Фусано     | Мервана Югич-Салкич Мелані Саут      | 6–3, 6–3                |
| Поразка   | 22.  | 30 квітня 2011    | ITF Шарлотсвілл, США       | Ґрунт      | Карлі Галліксон     | Шерон Фічмен Марі-Ев Пеллетьє        | 4–6, 3–6                |